# Eesti Laul (2017)
A  2017-es Eesti Laul egy háromrészes észt zenei verseny lesz, melynek keretén belül a nézők és a szakmai zsűri kiválasztja, hogy ki képviselje Észtországot a 2017-es Eurovíziós Dalfesztiválon, Kijevben. A 2017-es Eesti Laul lesz a kilencedik észt nemzeti döntő.
Az élő műsorsorozatban húsz dal versenyez az Eurovíziós Dalfesztiválra való kijutásért. A sorozat kétfordulós lesz; három élő adásból áll, a következők szerint: két elődöntő és a döntő. Elődöntőnként 10-10 előadó lép fel. Az elődöntők első öt helyezettjei a döntőbe jutnak tovább. Az elődöntőkben és a döntőben a nézők és a nemzetközi, szakmai zsűrik szavazatai alakítják ki a végeredményt.

## A résztvevők
A 20 résztvevőt 2016. november 8-án ismertették.
| Előadó                              | Dal                   | Szerzők                                                                       |
| ----------------------------------- | --------------------- | ----------------------------------------------------------------------------- |
| Almost Natural                      | Electric              | Anis Arumets, Amiran Gorgazjan, Noah McNamara, Willie Weeks                   |
| Alvistar Funk Association           | Make Love, Not War    | Margus Alviste, Inga Kaare, Jürgen Urbanik                                    |
| Angeelia                            | We Ride With Our Flow | Angeelia Maasik, Andres Kõpper                                                |
| Antsud                              | Vihm                  | Aile Alveus-Krautmann                                                         |
| Ariadne                             | Feel Me Now           | Margus Piik, Tomi Rahula, Anni Rahula                                         |
| Carl-Philip                         | Everything But You    | Carl-Philip Madis, Carola Madis, Arno Krabman, Jaap Reesema, Leon Paul Palmen |
| Close To Infinity feat. Ian Karell  | Sounds Like Home      | Ian Robert Karell, Johannes Kanter, Sander Ulp, Tanel Kordemets               |
| Daniel Levi                         | All I Need            | Daniel Levi Viinalass, Ago Teppand                                            |
| Elina Born                          | In or Out             | Stig Rästa, Vallo Kikas, Fred Krieger                                         |
| Ivo Linna                           | Suur loterii          | Rainer Michelson, Urmas Jaarman                                               |
| Janno Reim & Kosmos                 | Valan pisaraid        | Janno Reim                                                                    |
| Karl-Kristjan & Whogaux feat. Maian | Have You Now          | Karl-Kristjan Kingi, Hugo "Whogaux" Martin Maasikas, Maian Lomp               |
| Kerli                               | Spirit Animal         | Kerli Kõiv, Brian Ziff                                                        |
| Koit Toome & Laura                  | Verona                | Sven Lõhmus                                                                   |
| Laura Prits                         | Hey Kiddo             | Laura Prits, Andres Kõpper, Tara Nabi                                         |
| Leemet Onno                         | Hurricane             | Leemet Onno, Ed Struijlaart                                                   |
| Lenna Kuurmaa                       | Slingshot             | Lenna Kuurmaa, Nicolas Rebscher, Michelle Leonard                             |
| Liis Lemsalu                        | Keep Running          | Liis Lemsalu, Mihkel Mattisen, Gustaf Svenungsson, Magnus Wallin              |
| Rasmus Rändvee                      | This Love             | Rasmus Rändvee, Ewert Sundja, Bert Prinkenfeld, Stewart James Brock           |
| Uku Suviste                         | Supernatural          | Uku Suviste, Oliver Mazurtšak                                                 |

## Élő műsorsorozat

### Első elődöntő
Az első elődöntőt február 11-én rendezte meg az ERR tíz előadó részvételével.
| Első elődöntő – 2017. február 11. | Első elődöntő – 2017. február 11.   | Első elődöntő – 2017. február 11. | Első elődöntő – 2017. február 11. | Első elődöntő – 2017. február 11. | Első elődöntő – 2017. február 11. | Első elődöntő – 2017. február 11. | Első elődöntő – 2017. február 11. | Első elődöntő – 2017. február 11. | Első elődöntő – 2017. február 11. |
| #                                 | Előadó                              | Dal                               | 1. forduló                        | 1. forduló                        | 1. forduló                        | 1. forduló                        | 1. forduló                        | 2. forduló                        | 2. forduló                        |
| #                                 | Előadó                              | Dal                               | Zsűri                             | Nézők                             | Nézők                             | Összesen                          | Helyezés                          | Szavazatok                        | Helyezés                          |
| --------------------------------- | ----------------------------------- | --------------------------------- | --------------------------------- | --------------------------------- | --------------------------------- | --------------------------------- | --------------------------------- | --------------------------------- | --------------------------------- |
| 1                                 | Elina Born                          | "In or Out"                       | 12                                | 1780                              | 5                                 | 17                                | 2                                 | —                                 | —                                 |
| 2                                 | Carl-Philip                         | "Everything But You"              | 7                                 | 726                               | 4                                 | 11                                | 6                                 | 1089                              | 3                                 |
| 3                                 | Laura Prits                         | "Hey Kiddo"                       | 1                                 | 660                               | 3                                 | 4                                 | 8                                 | 696                               | 6                                 |
| 4                                 | Leemet Onno                         | "Hurricane"                       | 2                                 | 599                               | 2                                 | 4                                 | 9                                 | 743                               | 5                                 |
| 5                                 | Ivo Linna                           | "Suur loterii"                    | 6                                 | 4244                              | 12                                | 18                                | 1                                 | —                                 | —                                 |
| 6                                 | Lenna Kuurmaa                       | "Slingshot"                       | 10                                | 1912                              | 7                                 | 17                                | 3                                 | —                                 | —                                 |
| 7                                 | Karl-Kristjan & Whogaux feat. Maian | "Have You Now"                    | 8                                 | 2509                              | 8                                 | 16                                | 4                                 | —                                 | —                                 |
| 8                                 | Janno Reim & Kosmos                 | "Valan pisaraid"                  | 3                                 | 590                               | 1                                 | 4                                 | 10                                | 991                               | 4                                 |
| 9                                 | Ariadne                             | "Feel Me Now"                     | 5                                 | 4241                              | 10                                | 15                                | 5                                 | 8065                              | 1                                 |
| 10                                | Uku Suviste                         | "Supernatural"                    | 4                                 | 1796                              | 6                                 | 10                                | 7                                 | 2906                              | 2                                 |

### Második elődöntő
A második elődöntőt február 18-án rendezte meg az ERR tíz előadó részvételével.
| Második elődöntő – 2017. február 18. | Második elődöntő – 2017. február 18. | Második elődöntő – 2017. február 18. | Második elődöntő – 2017. február 18. | Második elődöntő – 2017. február 18. | Második elődöntő – 2017. február 18. | Második elődöntő – 2017. február 18. | Második elődöntő – 2017. február 18. | Második elődöntő – 2017. február 18. | Második elődöntő – 2017. február 18. |
| #                                    | Előadó                               | Dal                                  | 1. forduló                           | 1. forduló                           | 1. forduló                           | 1. forduló                           | 1. forduló                           | 2. forduló                           | 2. forduló                           |
| #                                    | Előadó                               | Dal                                  | Zsűri                                | Nézők                                | Nézők                                | Összesen                             | Helyezés                             | Szavazatok                           | Helyezés                             |
| ------------------------------------ | ------------------------------------ | ------------------------------------ | ------------------------------------ | ------------------------------------ | ------------------------------------ | ------------------------------------ | ------------------------------------ | ------------------------------------ | ------------------------------------ |
| 1                                    | Koit Toome & Laura                   | "Verona"                             | 6                                    | 5226                                 | 12                                   | 18                                   | 2                                    | —                                    | —                                    |
| 2                                    | Kerli                                | "Spirit Animal"                      | 12                                   | 2337                                 | 8                                    | 20                                   | 1                                    | —                                    | —                                    |
| 3                                    | Daniel Levi                          | "All I Need"                         | 10                                   | 1109                                 | 4                                    | 14                                   | 5                                    | 4058                                 | 1                                    |
| 4                                    | Liis Lemsalu                         | "Keep Running"                       | 8                                    | 2246                                 | 7                                    | 15                                   | 4                                    | —                                    | —                                    |
| 5                                    | Close To Infinity feat. Ian Karell   | "Sounds Like Home"                   | 1                                    | 940                                  | 2                                    | 3                                    | 9                                    | 1578                                 | 4                                    |
| 6                                    | Antsud                               | "Vihm"                               | 4                                    | 1691                                 | 6                                    | 10                                   | 6                                    | 2245                                 | 3                                    |
| 7                                    | Almost Natural                       | "Electric"                           | 2                                    | 633                                  | 1                                    | 3                                    | 10                                   | 915                                  | 6                                    |
| 8                                    | Rasmus Rändvee                       | "This Love"                          | 7                                    | 2678                                 | 10                                   | 17                                   | 3                                    | —                                    | —                                    |
| 9                                    | Alvistar Funk Association            | "Make Love, Not War"                 | 3                                    | 1074                                 | 3                                    | 6                                    | 8                                    | 1305                                 | 5                                    |
| 10                                   | Angeelia                             | "We Ride With Our Flow"              | 5                                    | 1299                                 | 5                                    | 10                                   | 7                                    | 2265                                 | 2                                    |

### Döntő
A döntőt március 4-én rendezi az ERR tíz előadó részvételével Tallinnban, a Saku Suurhall Arénában. A végeredményt a nézők és a szakmai zsűrik szavazatai alakítják ki. Első körben a zsűrik szavaznak az alábbi módon: az első helyezett 12 pontot kap, a második 10-et, a harmadik 8-at, a negyedik 6-ot, az ötödik 4-et, a hatodik 2-t, a hetedik pedig 1 pontot. Ehhez adódnak hozzá a közönségszavazás pontjai , és így alakul ki a három szuper finalista. A szuper döntőben a nézői szavazatok döntik el a végső győztest. A döntőben extra fellépőként fog fellépni a Beyond Beyond és a 2015-ös Eurovíziós Dalfesztivál győztese, Måns Zelmerlöw.
| Döntő – 2017. március 4 | Döntő – 2017. március 4             | Döntő – 2017. március 4 | Döntő – 2017. március 4 | Döntő – 2017. március 4 | Döntő – 2017. március 4 | Döntő – 2017. március 4 | Döntő – 2017. március 4 |
| #                       | Előadó                              | Dal                     | Zsűri                   | Nézők                   | Nézők                   | Összesen                | Eredmény                |
| ----------------------- | ----------------------------------- | ----------------------- | ----------------------- | ----------------------- | ----------------------- | ----------------------- | ----------------------- |
| 01                      | Liis Lemsalu                        | "Keep Running"          | 6                       | 4880                    | 4                       | 10                      | 7.                      |
| 02                      | Koit Toome & Laura                  | "Verona"                | 5                       | 27759                   | 12                      | 17                      | 2.                      |
| 03                      | Karl-Kristjan & Whogaux feat. Maian | "Have You Now"          | 8                       | 8362                    | 5                       | 13                      | 4.                      |
| 04                      | Lenna Kuurmaa                       | "Slingshot"             | 7                       | 3422                    | 2                       | 9                       | 8.                      |
| 05                      | Daniel Levi                         | "All I Need"            | 2                       | 3657                    | 3                       | 5                       | 9.                      |
| 06                      | Elina Born                          | "In or Out"             | 1                       | 3057                    | 1                       | 2                       | 10.                     |
| 07                      | Ivo Linna                           | "Suur loterii"          | 4                       | 14002                   | 8                       | 12                      | 5.                      |
| 08                      | Rasmus Rändvee                      | "This Love"             | 10                      | 8617                    | 6                       | 16                      | 3.                      |
| 09                      | Ariadne                             | "Feel Me Now"           | 3                       | 12325                   | 7                       | 10                      | 6.                      |
| 10                      | Kerli                               | "Spirit Animal"         | 12                      | 14497                   | 10                      | 22                      | 1.                      |

| Részletes zsűri szavazat | Részletes zsűri szavazat | Részletes zsűri szavazat | Részletes zsűri szavazat | Részletes zsűri szavazat | Részletes zsűri szavazat | Részletes zsűri szavazat | Részletes zsűri szavazat | Részletes zsűri szavazat | Részletes zsűri szavazat | Részletes zsűri szavazat | Részletes zsűri szavazat | Részletes zsűri szavazat | Részletes zsűri szavazat | Részletes zsűri szavazat |
| #                        | Dal                      | M. Zelmerlöw             | T. Edur                  | J. Bali                  | H. Hakanen               | M. Länik                 | V. Valme                 | H. Kõrvits               | S. Nestor                | P. Krumm                 | A. Amir                  | P. Genova                | Összesen                 | Pontok                   |
| ------------------------ | ------------------------ | ------------------------ | ------------------------ | ------------------------ | ------------------------ | ------------------------ | ------------------------ | ------------------------ | ------------------------ | ------------------------ | ------------------------ | ------------------------ | ------------------------ | ------------------------ |
| 1                        | "Keep Running"           | 6                        | 4                        | 4                        | 8                        | 6                        | 5                        | 3                        | 6                        | 7                        | 5                        | 8                        | 62                       | 6                        |
| 2                        | "Verona"                 | 5                        | 8                        | 12                       | 5                        | 12                       | 3                        | 2                        | 2                        | 2                        | 6                        | 3                        | 60                       | 5                        |
| 3                        | "Have You Now"           | 10                       | 5                        | 2                        | 2                        | 1                        | 12                       | 8                        | 7                        | 6                        | 8                        | 10                       | 71                       | 8                        |
| 4                        | "Slingshot"              | 4                        | 2                        | 5                        | 12                       | 10                       | 6                        | 7                        | 1                        | 8                        | 3                        | 4                        | 62                       | 7                        |
| 5                        | "All I Need"             | 7                        | 1                        | 1                        | 7                        | 3                        | 1                        | 1                        | 10                       | 4                        | 7                        | 7                        | 49                       | 2                        |
| 6                        | "In or Out"              | 2                        | 3                        | 10                       | 6                        | 4                        | 4                        | 6                        | 3                        | 3                        | 2                        | 2                        | 45                       | 1                        |
| 7                        | "Suur loterii"           | 1                        | 12                       | 3                        | 3                        | 8                        | 8                        | 4                        | 4                        | 5                        | 4                        | 5                        | 57                       | 4                        |
| 8                        | "This Love"              | 8                        | 7                        | 7                        | 1                        | 5                        | 2                        | 5                        | 8                        | 10                       | 12                       | 12                       | 77                       | 10                       |
| 9                        | "Feel Me Now"            | 3                        | 6                        | 6                        | 4                        | 2                        | 7                        | 12                       | 12                       | 1                        | 1                        | 1                        | 55                       | 3                        |
| 10                       | "Spirit Animal"          | 12                       | 10                       | 8                        | 10                       | 7                        | 10                       | 10                       | 5                        | 12                       | 10                       | 6                        | 100                      | 12                       |

| Kerli              | Spirit Animal | 23901 | 2. |
| Rasmus Rändvee     | This Love     | 11641 | 3. |
| Koit Toome & Laura | Verona        | 44818 | 1. |